# 蝸牛考
《蝸牛考》（日语：／ kagyūkō）為柳田國男發表的語言學研究。柳田國男調查日本各地方言稱呼蝸牛的方式後，提出方言周圈論學說。1930年由刀江書院出版。1943年收錄於創元選書、1980年收錄於岩波文庫。

## 内容
柳田國男調查日本全國各地方言稱呼蝸牛的方式後，發現蝸牛的方言如下表所示，以京都為中心呈現同心圓狀分布。
| 位置                   | 方言                    | 时代 |
| ---------------------- | ----------------------- | ---- |
| 近畿地方               | デデムシ(dendenmushi)   | 最新 |
| 中部地方、中國地方     | マイマイ(maimai)        | 新   |
| 關東、四國             | カタツムリ(katatsumuri) | 中   |
| 東北、九州             | ツブリ(tsuburi)         | 舊   |
| 東北地方北部、九州西部 | ナメクジ(namekuji)      | 最舊 |

除了蝸牛之外，柳田國男發現其他方言詞彙也隨著時代發展，以京都為中心，同心圓狀地往周圍傳播，據此提出方言周圈論學說。

## 出版
- 柳田國男＜蝸牛考＞、《人類学雑誌》第42巻4-7月号、日本人類学会、1927年。（日語）
- 柳田國男. . 言語誌叢刊 第4. 刀江書院. 1930-07-10.柳田國男 《蝸牛考》 刀江書院〈言語誌叢刊 第4〉、1930年7月10日。（日語）
- 柳田國男 《蝸牛考》 創元社〈創元選書104〉、1943年2月25日、改訂版。 （日語）
- 柳田國男.  第18巻 新装版. 筑摩書房. 1969-11-20 [1963]  [2017-10-12]. ISBN 4-480-75118-1. （原始内容存档于2019-06-30）.柳田國男 《定本　柳田國男集》第18巻、筑摩書房、1969年11月20日（原著1963年）、新装版。ISBN 4-480-75118-1。（日語）
- 柳田國男 ＜蝸牛考＞《日本の言語学 第6巻 方言》 柴田武・加藤正信・徳川宗賢編、大修館書店、1978年10月、245-292頁。ISBN 978-4469110067。（日語）
- 柳田国男 《蝸牛考》 柴田武解説、岩波書店〈岩波文庫 青138-7〉、1980年5月16日。ISBN 4-00-331387-9。（日語）
- 柳田國男 《柳田國男全集》19、筑摩書房〈ちくま文庫 や-6-19〉、1990年7月31日。ISBN 4-480-02419-0。（日語）
- 柳田國男 《柳田國男全集》第5巻、伊藤幹治・後藤総一郎編集、筑摩書房、1998年1月23日。ISBN 4-480-75065-7。（日語）

## 脚注
1. ↑  柳田(1930)
2. ↑  柳田(1943)
3. ↑  柳田(1980)

## 相關項目
- 地理語言學
- 方言周圏論
- 方言地理學